# Associazione Hockey Como 1993-1994
Questa pagina raccoglie i dati riguardanti l'Associazione Hockey Como nelle competizioni ufficiali della stagione 1993-1994.

## Stagione
Il Como disputa il campionato di Serie B1. Le altre squadre del torneo sono: Merano, Chiavenna, Appiano, Laces, Feltreghiaccio, Selva, Renon, Zoldo, Egna, Settequerce, Bozen 84 e Cortina.
I lariani chiudono la stagione al 3º posto.

## Maglie e sponsor
Per la stagione 1993-1994 lo sponsor ufficiale del club è Promolinea. Pertanto la squadra gioca con la denominazione di Hockey Como Promolinea.

## Organigramma societario
Area direttiva
- Presidente: Giovanni Fontana

Area tecnica
- Allenatore: Nebojša Ilić

## Roster
| N. | Naz.              | Ruolo | Nome               | Anno | Alt.    | Peso | Tiro | Note |
| -- | ----------------- | ----- | ------------------ | ---- | ------- | ---- | ---- | ---- |
|    | Italia (bandiera) | P     | Alfredo Luraghi    | 1971 |         |      |      |      |
|    | Italia (bandiera) | P     | Andrea Vittoria    | 1975 |         |      |      |      |
|    | Italia (bandiera) | P     | Loris D'Agate      | 1965 |         |      |      |      |
|    | Italia (bandiera) | P     | Stefano Cairoli    | 1978 |         |      |      |      |
|    | Italia (bandiera) | D     | Filippo Cavadini   | 1968 |         |      |      |      |
|    | Italia (bandiera) | D     | Matteo Giacò       | 1971 | ((175)) | 90   | [R]  |      |
|    | Russia (bandiera) | D     | Dmitrij Cygurov    | 1967 | 183     | 85   | L    |      |
|    | Italia (bandiera) | D     | Matteo Casartelli  | 1971 |         |      |      |      |
|    | Italia (bandiera) | D     | Andrea Questa      | 1973 |         |      |      |      |
|    | Italia (bandiera) | D     | Marco Tremolaterra | 1967 | 187     | 96   |      |      |
|    | Italia (bandiera) | D     | Pietro Giacò       | 1974 |         |      |      |      |
|    | Italia (bandiera) | A     | Danilo Bertotto    | 1969 |         |      |      |      |
|    | Italia (bandiera) | A     | Damiano Fantin     | 1971 |         |      |      |      |
|    | Italia (bandiera) | A     | Mauro Meneghini    | 1971 |         |      |      |      |
|    | Italia (bandiera) | A     | Fabio Sguazzero    | 1973 | 176     | 85   | R    |      |
|    | Italia (bandiera) | A     | Stefano Brondolo   | 1967 |         |      |      |      |
|    | Italia (bandiera) | A     | Enea Ronchetti     | 1973 |         |      |      |      |
|    | Italia (bandiera) | A     | Mauro Vittoria     | 1973 |         |      |      |      |
|    | Italia (bandiera) | A     | Marco Tellarini    | 1973 |         |      |      |      |
|    | Italia (bandiera) | A     | Francesco De Polo  | 1972 |         |      |      |      |
|    | Italia (bandiera) | A     | Alberto Scapinello | 1973 |         |      |      |      |
|    | Italia (bandiera) | A     | Igor Prünster      | 1974 |         |      |      |      |
|    | Italia (bandiera) | A     | Raffaele Brognaro  | 1975 |         |      |      |      |
|    | Italia (bandiera) | A     | Marco Corti        | 1974 |         |      |      |      |
|    | Italia (bandiera) | A     | Alfonso Rotolo     | 1975 |         |      |      |      |

Legenda: P=Portiere; D=Difensore; A=Attaccante; L=Sinistra; R=Destra